# Corba en banyera
La corba en banyera és un gràfic que representa la taxa de fallades al llarg de la vida úti d'un sistema o màquina. Es diu així perquè té la forma de la secció longitudinal d'una banyera.

## Descripció
S'hi pot apreciar tres etapes:
- Fallades inicials: aquesta etapa es caracteritza per tenir una elevada taxa de fallades que baixa ràpidament amb el temps. Aquestes fallades poden deure's a diferents raons com a equips defectuosos, instal·lacions incorrectes, errors de disseny de l'equip, desconeixement de l'equip per part dels operaris o desconeixement del procediment adequat.

- Fallades normals: etapa amb una taxa d'errors menor i constant. Les fallades no es produeixen per raó de causes inherents a l'equip, sinó per causes aleatòries externes. Aquestes causes poden ser accidents fortuïts, mala operació, condicions inadequades o altres causes.

- Fallades de desgast: etapa caracteritzada per una taxa d'errors ràpidament creixent. Les fallades es produeixen per desgast natural de l'equip a causa del transcurs del temps.

Aquesta és una de les dotze formes que s'han tipificat sobre les maneres de fallades d'equips, sistemes i dispositius.